# Kuilwielenbank
De kuilwielenbank is de plaats waar de wielen van de trein op maat worden gedraaid. In Nederland zijn de kuilwielenbanken van NS Onderhoud & Service te vinden in Onnen, Watergraafsmeer, Eindhoven en Leidschendam.